# Panameričke igre 2007.
XV. Panameričke igre ili Panameričke igre 2007. bile su višesportski događaj država Sjeverne i Južne Amerike, održan od 13. do 29. srpnja 2007. u brazilskom gradu Rio de Janeiru. Natjecalo se 5.663 sportaša iz 42 zemlje članice Međunarodnog olimpijskog odbora u 34 športa i 47 disciplina. Tijekom natjecanja postavljeno je 95 novih panameričih rekorda, dodijeljeno je 2196 odličja, provedena su 1262 doping testa, a tijekom igara pomagalo je oko 15 000 dobrovoljaca. Panameričke igre 2007. smatraju se "najboljima u povijesti održavanja".
Za 9 glasova prednosti (31:20) Rio de Janeiro je izabran kao domaćin ispred San Antonia u Teksasu, od 51 člana Panameričke sportske organizacije 24. kolovoza 2002. u prvom dijelu glasovanja održanom u Ciudad de Mexicu. To su prve igre održane u Brazilu, nakon Panameričkih igara 1963., održanih u Sao Paulu.

## Tablica odličja
| 1 | Država domaćin |

| Plasman | Država   | Zlata | Srebra | Bronce | Ukupno |
| ------- | -------- | ----- | ------ | ------ | ------ |
| 1.      | SAD      | 97    | 88     | 52     | 237    |
| 2.      | Kuba     | 59    | 35     | 41     | 135    |
| 3.      | Brazil 1 | 52    | 40     | 65     | 157    |
| 4.      | Kanada   | 39    | 44     | 55     | 138    |
| 5.      | Meksiko  | 18    | 24     | 31     | 73     |

## Stadioni
Natjecanja su se održavala na stadionima u gradu ili u bližoj okolici (25 kilometara udaljenosti) gradskog utjecaja odnosno regije.
- Marapendi Club - Tenis
- City of Sports Complex - Košarka, biciklizam, ritmička gimnastika, plivanje, sinkronizirano plivanje, rolanje
- Outeiro Hill - Biciklizam (brdski biciklizam, BMX)
- Riocentro Complex - Badminton, boks, mačevanje, futsal, ritmička gimnastika i trampolin, rukomet, džudo, dizanje utega, hrvanje, taekwondo, stolni tenis
- City of Rock - Bejzbol i softball
- Barra Bowling Center - Kuglanje
- Zico Football Center (CFZ) - Nogomet
- Miécimo da Silva Complex - Nogomet, karate, rolanje, skvoš
- Deodoro Military Club - Jahanje, hokej na travi, moderni petoboj, streljaštvo, streličarstvo
- Estádio Nílton Santos - Atletika i nogomet
- Estadio do Maracana - Nogomet, vaterpolo i odbojka
- Marina da Gloriá - Jedrenje
- Flamengo Park - Atletika (Maraton i brzo hodanje) i biciklizam
- Copacabana Arena - Plivački maraton, triatlon i odbojka na pijesku
- Veslački stadion Lagoon - Veslanje
- Caiçaras Club - Vodeno skijanje